# Gennadi Wladimirowitsch Borissow

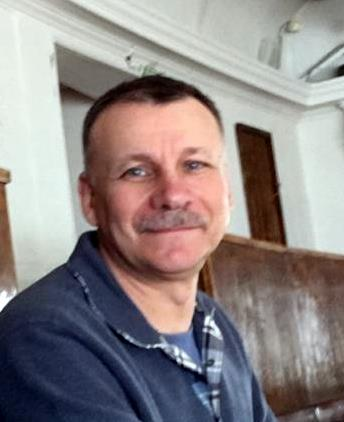
Gennadi Borissow (2019)

Gennadi Wladimirowitsch Borissow (russisch Генна́дий Влади́мирович Бори́сов; englische Transkription Gennadiy Vladimirovich Borisov; * 26. Februar 1962 in Kramatorsk) ist ein russischer Teleskoptechniker und Amateurastronom. Er arbeitet am Observatorium auf der Krim des Sternberg-Institut für Astronomie der Lomonossow-Universität als Teleskoptechniker (nicht als Beobachter). Er entwirft und baut auch selbst Teleskope.

## Leben
In seiner Freizeit beobachtet Borissow in seinem privaten Observatorium in Nautschnyj auf der Krim. In den Jahren 2013 bis 2017 entdeckte er sieben Kometen und einige erdnahe Objekte (z. B. 2013 TV135). Die von ihm entdeckten sieben Kometen sind: C/2013 N4 (langperiodisch), C/2013 V2 (hyperbolisch), C/2014 R1 (nahezu parabolisch), C/2014 Q3 (vom Halley-Typ), C/2015 D4 (langperiodisch), C/2016 R3 (langperiodisch), C/2017 E1.
Am 30. August 2019 entdeckte Borissow den ersten interstellaren Kometen 2I/Borisov (nach 1I/ʻOumuamua zweiter Besucher von außerhalb des Sonnensystems). Er benutzte dazu ein selbstgebautes 0,65-m-Teleskop. Das Objekt bewegte sich in eine Richtung, die leicht von der von Objekten des Asteroidengürtels abwich. Nach Vergleich mit den Daten des Minor Planets Center erkannte Borissow, dass es sich um ein neues Objekt handelte. Am 8. September 2019 wurde von Piotr Guzik und Michal Drahus vom Observatorium der Universität Krakau mit Hilfe ihres Computerprogramms Interstellar Crusher festgestellt, dass das Objekt sich nicht auf einer elliptischen, sondern einer hyperbolischen Bahn bewegt, also das Sonnensystem wieder ohne Wiederkehr verlassen wird. Die größte Annäherung an die Erde erfolgte am 28. Dezember 2019. Die Wahrscheinlichkeit für das Auffinden solcher interstellaren Objekte wurde nach Borissows Entdeckung auf ein Objekt pro Jahr erhöht, dieses ist das Ziel des im Juni 2019 gestarteten ESA-Programms Comet Interceptor.
Am 30. März 2021 veröffentlichte die ESA einen Bericht zu weitergehenden Untersuchungen von 2I/Borisov. Das Team stellte fest, dass der Komet polarimetrische Eigenschaften aufweist, die sich von denen der Kometen unseres Sonnensystems unterscheiden. Der Komet ist vor seinem Vorbeiflug an der Sonne wahrscheinlich nie in die Nähe eines anderen Sterns gekommen, was ihn zu einem unveränderten Relikt der Gas- und Staubwolke macht, aus der er sich gebildet hat.
2014 erhielt Borissow einen  der jährlich an Amateur-Kometenentdecker vergebenen Edgar Wilson Awards, jedoch als "Special"-Version, weil mit beruflicher Kompetenz.
Die Bedeutung von Amateurastronomen bei der Entdeckung neuer Kometen (lange Jahre im Mittel drei pro Jahr) sieht Borissow schwinden, da die Anzahl der professionellen Beobachter und Teleskope zunimmt.
Gennadi Borissow war es auch, der am 21. Januar 2023 am Margo-Observatorium auf der Krim den Asteroid 2023 BU entdeckte, der am 27. Januar 2023 um 01.27 Mitteleuropäische Zeit (UTC+1) in nur 3.600 Kilometer Höhe am Südzipfel Südamerikas vorbeizog.
Am 19. Dezember 2023 wurde ein Asteroid nach ihm benannt: (624448) Gennadiyborisov.